# O Meu Marido Está a Negar
O Meu Marido Está a Negar é um documentário de 2007 sobre uma peça homônima, escrita e dirigida por Rogério Manjate. O documentário e a peça abordam questões relacionadas ao HIV/AIDS.
No mesmo ano, Manjate dirigiu o premiado curta I Love You, também sobre HIV/AIDS.

## Sinopse
Hermínia descobre que é gestante soropositiva ao fazer um exame de pré-natal. Gabriel, seu marido, sabe da doença e a aceita, mas se recusa a fazer os testes. Enquanto ele não os fizer, é inútil que Hermínia siga um tratamento. Ela acha que, se ele assistir a uma peça sobre o assunto, pode mudar de ideia. O Meu Marido Está a Negar analisa as performances interativas do Teatro do Oprimido e seus objetivos: conscientizar o público sobre AIDS e ajudar a mudar seu comportamento.

## Apresentações da peça
O Teatro do Oprimido é um estilo interativo que se originou no Brasil e foi exportado para mais de 70 países em cinco continentes. O formato foi criado por Augusto Boal, que foi indicado ao Prêmio Nobel da Paz pelo sucesso em usar o teatro como ferramenta de ativismo social.
O Meu Marido Está a Negar foi encenado em todo Moçambique como parte de um programa para superar obstáculos culturais no tratamento e prevenção do HIV. A peça é apresentada em locais públicos – mercados, escolas e empresas – e o público é convidado a assistir e a apresentar suas próprias soluções para as relações de poder desiguais mostradas na encenação. O resultado é mais eficaz do que uma palestra em português ou a distribuição de material escrito a uma população amplamente analfabeta.
Alvim Cossa, ator que perdeu quatro membros de sua família para o HIV/AIDS, descreveu uma apresentação em um movimentado mercado de Maputo: "Pedimos ao público que se colocasse no lugar da personagem oprimida, a esposa grávida, e sugerisse soluções para seu dilema. Vestidos com sua saia e lenço na cabeça, homens e mulheres da plateia substituíram a esposa para encorajar o marido a fazer o teste, ou explicar que se pode usar remédios tradicionais, mas, em caso de HIV, deve-se recorrer ao hospital – tudo isso contribui para a educação dos espectadores".

## Exibições em festivais
O filme foi exibido no Festival Internacional de Cinema de Durban realizado de 23 de julho a 3 de agosto de 2008.
Em outubro de 2008, foi exibido no Festival Dockanema em Maputo.
Também foi exibido no Festival Africano de Cinema de Córdoba de 2009.